# 내면 아이
대중심리학과 분석심리학의 일부 학파에서 내면아이(Inner child)는 개인의 어린아이 같은 측면이다. 여기에는 개인이 사춘기 이전에 어린아이로서 배운 것이 포함된다. 내면아이는 종종 깨어있는 의식에 종속되는 준독립적인 하위 인격으로 생각된다. 이 용어는 상담 및 건강 환경에서 치료적으로 적용된다.
내면아이의 이론적 뿌리는 카를 융의 신성한 아이 원형으로 거슬러 올라가는데, 그는 이를 갱신과 변혁의 개인적, 집단적 상징으로 보았다.
융의 어린이 원형은 내면아이 개념으로 이어졌다. 이는 한 사람의 인생 여정 속에 숨겨진 "모든 과거의 시대"로 정의되어 왔으며, 정체성 형성에 영향을 미치는 각 발달 단계의 기억과 감정적 층으로 구성된다.
심리학자들은 성인 행동에 영향을 미치는 내면아이의 역할을 탐구해 왔다. 라마냐(Lamagna, 2011)는 어린 시절의 압도적인 감정적 경험이 의식적 인지 밖에 남아있음으로써 현재의 감정 기능과 관계 패턴을 어떻게 형성할 수 있는지 탐구했다. 내면아이는 종종 장난기와 창의성을 지닌 사람의 취약하고 숨겨진 어린아이 같은 부분으로 간주되지만, 어린 시절 보호자와의 경험에서 오는 분노, 상처, 두려움도 동반한다.
이 개념은 존 브래드쇼 등의 저서를 통해 더 많은 대중에게 알려졌다. 브래드쇼(2005)는 내면아이를 인정함으로써 개인이 진정한 자아를 깨우고 과거의 정서적 상처를 치유할 수 있다고 강조했다. 이러한 관점들은 내면아이가 평생 동안 개인의 정체성, 정서적 웰빙, 관계에 계속 영향을 미칠 것이라는 점을 집단적으로 확인한다.

## 기원

### 초기 정신분석
지그문트 프로이트는 특히 정신성 발달 단계에서 해결되지 않은 갈등과 억압된 기억이 성인 정서 생활에 미치는 지속적인 영향력을 강조했다. 프로이트는 "내면아이"라는 용어를 사용하지는 않았지만, 그의 작업은 후대 이론가들의 기초를 놓았다.

### 카를 융의 기여
카를 융은 원형 이론으로 이러한 아이디어를 확장하여, 순수함과 잠재력의 상징으로 "신성한 아이"를 도입했으며, 나중에는 무의식적 내용을 통합된 자아로 통합하는 개별화 과정의 일부로 "상처받은 아이"를 제시했다. 융의 아이디어는 내면아이의 상징적이고 심리적인 기반에 크게 기여했다.

### 1970-1980년대: 자조 및 인본주의 심리학의 부상
20세기 후반에 내면아이는 어린 시절의 트라우마 치유에 초점을 맞춘 심리요법 및 자조 문학에서 중요한 주제가 되었다.
치료에서 내면아이를 재양육하는 한 가지 방법은 1976년 미술 치료사 루시아 카파키오네가 시작하여 그녀의 저서 《내면아이의 회복》(1991)에 기록되었다. 미술 치료와 저널링 기법을 사용하여, 그녀의 방법은 사람의 신체적, 정서적, 창의적, 영적 필요(그녀가 정의한 내면아이)를 돌보기 위한 "내면 가족 작업" 내의 "양육하는 부모"와 "보호하는 부모"를 포함한다. 또한 "내면의 비판적인 부모"를 가정하고 이를 관리하기 위한 도구를 제공한다. 찰스 L. 휘트필드는 그의 저서 《내면의 아이 치유: 역기능 가정의 성인 자녀들을 위한 발견과 회복》(1987)에서 내면아이를 "내면의 아이"라고 명명했다. 페니 파크의 저서 《내면아이 구출하기》(1990)는 내면아이와 접촉하고 회복하는 프로그램을 제공했다.
미국의 교육자이자 대중심리학 및 자조론 운동의 리더인 존 브래드쇼는 자신의 TV 쇼와 《귀가: 당신의 내면아이 되찾기와 옹호》(1990)와 같은 책에서 "내면아이"를 사용하여 해결되지 않은 어린 시절의 경험과 어린 시절 기능장애의 잔존하는 역기능적 영향, 즉 임신부터 사춘기 이전까지 잠재의식에 저장된 정신-감정적 기억의 총체를 지칭했다.

## 치료적 접근
다양한 치료 양식은 어린 시절의 경험에 뿌리를 둔 정서적 상처를 다루기 위해 내면아이 개념을 통합한다.
브래드쇼의 회복 치료는 환자들이 자신의 내면아이와 다시 연결하여 어린 시절의 경험으로 인해 발달한 부적응적 정서적 및 행동적 패턴을 다루도록 돕기 위해 고안되었다. 여기에는 집단치료와 재양육의 실천이 포함된다. 집단치료는 집단 구성원들이 자신을 표현하고 동료 피드백을 받아 실제 세계로 옮길 수 있는 새로운 행동과 상호 작용을 배우도록 허용한다. 재양육은 자신의 내면아이를 인정하고 사랑하는 법을 배우는 것을 의미한다. 이를 통해 개인은 어린 시절에 부족했을 수 있는 보살핌과 지지를 스스로에게 제공하여 정서적 안정성을 향상시킬 수 있다.
내면아이 개념은 정신통합 및 심리요법에서도 나타난다. 정신통합의 틀 안에서 내면아이는 종종 하위 인격으로 특징지어지거나 또는 하위 인격에 둘러싸인 중심 요소로 간주될 수도 있다. 이러한 전통의 치료는 이러한 내면 부분을 인격의 의식적 부분으로 가져와 더 통합된 자아로 통합하는 것을 목표로 한다.
내부 가족 시스템 치료 (IFS 치료)는 하나의 내면아이 하위 인격이 아니라 여러 개의 하위 인격이 있다고 주장한다. IFS 치료는 상처받은 내면아이 하위 인격을 "추방자"라고 부르는데, 이는 그들이 그 기억 속에 담긴 고통을 피하거나 방어하기 위해 의식적인 생각에서 배제되는 경향이 있기 때문이다. IFS 치료는 개인의 추방자에게 안전하게 접근하여 어린 시절의 기원 이야기를 증언하고 치유하는 것을 목표로 하는 방법을 가지고 있다.
인지행동치료(CBT)는 전통적으로 내면아이 개념에 중점을 두지 않지만, 일부 개념적 유사성을 공유한다. 에런 벡의 자동적 사고 발견은 초기 경험이 지속적인 정서적 및 행동적 패턴을 어떻게 형성하는지 강조한다. 벡은 이러한 자동화된 과정이 치료 중에 의식적 인지로 가져와 검토될 수 있다는 것을 발견했다. 이러한 자동적 사고는 성인 자아의 "내면아이"의 발현으로 볼 수 있다. CBT에서 개인은 어린 시절의 경험에 의해 형성된 신념과 행동을 식별하고 수정할 수 있다. 이 과정은 어린 시절에 뿌리를 둔 패턴을 다루는 데 초점을 맞추어 정서적 웰빙과 행동 변화를 지원한다는 점에서 내면아이 치료와 유사하다.
음악 치료 또한 내면아이 작업을 포함할 수 있다. 음성 유지 및 퇴행과 같은 기술은 억압된 감정과 경험에 접근하는 데 사용된다. 치료적 퇴행은 내담자가 사건을 재방문하고, 잃어버린 감정을 되찾고, 자신을 재통합하도록 돕는다. 음성 유지는 말이 사용되지 않기 때문에 내담자의 언어 이전, 초기 애착 단계를 유발할 수 있다. 이러한 것들은 이전 사건과 경험을 재검토하는 것과 결합되어 내담자가 억압된 감정을 이해하고 연결하며 자기 수용을 촉진하도록 돕는다.

## 실증적 지지 및 연구
내면아이 개념은 주로 은유적이지만, 치료적 접근 방식 측면에서 광범위하게 연구되어 왔다. 이러한 연구들은 내면아이 지향 치료가 해결되지 않은 어린 시절의 경험을 다룸으로써 정신 건강 상태를 개선할 수 있음을 시사한다.
호지던(Hodgdon) 외(2021)의 임상 시험은 외상 후 스트레스 장애(PTSD)와 어린 시절 트라우마 병력이 있는 성인에게 IFS 치료의 효능을 조사했다. 이 연구는 PTSD 및 우울 증상에서 통계적으로 유의미하고 임상적으로 유의미한 감소를 발견했다. 1개월 후 추적 조사에서 참가자의 92%가 더 이상 PTSD 진단 기준(DSM-IV-TR)을 충족하지 못했으며, 이는 내면아이 중심의 하위 인격을 통해 트라우마 관련 정신병리를 다루는 IFS 치료의 잠재력을 나타낸다.
더욱이, 에달랏(Edalat) 외(2022)는 자기애착 기법을 사용한 재양육 기반 개입의 효과를 평가했다. 이는 성인 자아와 내면화된 어린 시절 자아 사이에 양육 관계를 구축하여 정서적 상처를 치유하는 데 중점을 둔다. 그 결과, 8회의 일대일 세션 후 여성 참가자들의 만성 우울증과 불안 증상에서 통계적으로 유의미한 개선이 큰 효과 크기와 함께 나타났다.
애착 이론 또한 내면아이 개념에 대한 간접적인 실증적 토대를 제공한다. 볼비의 모델은 초기 애착 경험이 평생 동안 정서적 조절과 애착 패턴에 영향을 미치는 '내면 작동 모델'을 만든다고 제안했다. 이 틀은 어린 시절의 충족되지 않은 욕구가 나중에 삶에 계속 영향을 미친다는 내면아이 개념과 공명한다.

## 비판
일부 유망한 치료 결과에도 불구하고, 내면아이 개념은 상당한 학술적 비판의 대상이 되어왔다. 비판자들은 내면아이가 칼 포퍼(1963)에 따르면 과학적 타당성의 필수 기준인 반증 가능성이 부족하다고 주장한다. 이는 은유적으로 표현되어 측정 가능한 용어로 구체화되지 않았기 때문에 경험적 검증과 과학 이론으로서의 분류에 저항한다. 이는 심리적 구성 요소로서의 그 지위에 도전한다.
더욱이, 대부분의 연구는 질적 데이터 또는 자기 보고 측정에 기반을 두고 있으며, 이는 타당성이 부족하다. 릴리언펠드(Lilienfeld) 외(2013)는 인지적 편향이 내담자와 임상가의 주관적인 보고에 영향을 미칠 수 있으며, 따라서 통제된 경험적 연구를 대체할 수 없다고 주장한다. 게다가, 내면아이 기반 치료를 지지하는 많은 연구는 일반화 가능성이 부족한 작은 표본 크기에 의존한다. 이는 내면아이 치료의 효과에 대한 명확한 결론을 내리기 어렵게 만든다.
내면아이를 심리적 구성 요소로서 직접적으로 검증하는 대규모 통제 연구는 여전히 제한적이다. 대부분의 가용한 연구는 개념을 독립 변수로 테스트하기보다는 개념을 참조하는 치료 관행의 결과를 평가한다.

## 같이 보기
- 공의존 – 한 사람이 다른 사람의 자멸적인 경향을 가능하게 하는 관계 유형, 역기능가정의 결과
- 발달 욕구 충족 전략 – 심리적 트라우마가 있는 성인을 위한 심리치료 접근법
- 역기능가정 – 갈등과 아동 방치 또는 아동 학대가 정기적으로 발생하는 가족 역동
- 내면 비판자 – 자신을 판단하고 비하하는 하위 인격을 설명하는 심리학 개념
- 스키마 치료 § 스키마 모드 – 어려운 상황에 대한 반응으로 나타나는 일시적인 마음 상태